# Леки, Энн
Энн Леки (англ. Ann Leckie; 2 марта 1966, Толидо, Лукас, Огайо, США) — американская писательница и редактор в жанрах научной фантастики и фэнтези. Её дебютная книга «Слуги правосудия» (2013 год) принёс Леки премии «Небьюла» за лучший роман 2013 года и «Хьюго» как лучший роман 2014 года, а также премии Артура Кларка, и BSFA. В 2015 году за продолжение романа Леки получила премию «Локус».

## Биография
Энн Леки выросла в Сент-Луисе (Миссури). С детства увлекалась научной фантастики и даже сама писала научно-фантастические произведения, впрочем попытки их опубликовать особого успеха не принесли. Одна из её немногих публикаций того времени состоялась в журнале True Confessions. Училась музыке в Вашингтонском университете, получив степень в 1989 году. Сменила несколько профессий, в том числе, официантки, портье, землемера и инженера звукозаписи. Вышла замуж за Дэвида Харре, живёт в Сент-Луисе с мужем и двумя детьми, сыном и дочерью.
После того, как Леки родила второго ребёнка в 2000 году, скука побудила её набросать первый вариант «Слуг правосудия» во время Национального месячника написания романов в 2002 году. В 2005 году Леки посетила шестинедельный семинар для начинающих писателей-фантастов Clarion West Writers Workshop, где занималась у Октавии Батлер. После этого она шесть лет посвятила написанию романа «Слуги правосудия». В 2012 году издательство Orbit Books выбрала книгу Леки для опубликования.
За время создания «Слуг правосудия» Леки написала и опубликовала множество коротких рассказов, в том числе, в журналах Subterranean Magazine, Strange Horizons и Realms of Fantasy. Её короткие рассказы несколько раз отбирались для включения в антологии, такие как The Year’s Best Science Fiction & Fantasy под редакцией Ричарда Хортона. Помимо литературной деятельности, Леки также редактировала онлайн-журнал научной фантастики и фэнтези Giganotosaurus с 2010 по 2013 год и является помощником редактора фэнтезийного подкаста PodCastle. В 2012—2013 годах она была секретарём Американской ассоциации писателей-фантастов.
В октябре 2013 года вышел дебютный роман Леки «Слуги правосудия», первая из трёх книг космической оперы «Империя Радч». Роман был хорошо принят критиками и получил все основные награды для англоязычных авторов научной фантастики. В книге рассказывается история Брек, которая некогда верно служила непобедимой Империи Радч, завоевавшей всю галактику, а теперь пытается отомстить за коварное предательство. Сиквел «Слуги меча» был опубликован в октябре 2014 года, а третья книга трилогии «Слуги милосердия» вышла в октябре 2015 года. Также Леки написала рассказы «Медленный яд ночи» (2012) и «Она велит, я подчиняюсь» (2014), действие которых происходит в той же вселенной, что и цикла «Империя Радч».
В 2015 году Orbit Books приобрели ещё два романа Леки. Действие одного из них происходит во вселенной Империи Радч, его публикация запланирована в период с сентября по декабрь 2017 года. Второй роман не относится к научной фантастике.

### Империя Радч
Циклы произведений	Рейтинг	
- 2012 — «Медленный яд ночи» / англ. Night's Slow Poison (рассказ, сетевая публикация)[15]
- 2013 — «Слуги правосудия» / англ. Ancillary Justice (роман), ISBN 978-0-356-50240-3
- 2014 — «Слуги меча» / англ. Ancillary Sword (роман), ISBN 978-0-356-50241-0
- 2015 — «Слуги милосердия» / англ. Ancillary Mercy (роман), ISBN 978-0-356-50242-7
- «Она велит, я повинуюсь» / англ. She Commands Me and I Obey (2014, сетевая публикация)[16]

### Рассказы
- 2006 — Hesperia and Glory (Subterranean Magazine #4,[18] вторично в антологии Рича Хортона Science Fiction: The Best of the Year 2007)
  - How I Found God (сетевая публикация)
- 2007 — Bury the Dead
  - The Snake's Wife (сетевая публикация)
  - They Sink and Are Vanished Away (сетевая публикация)
- 2008 — Clickweed (другое название: Everricula Pilolaqueus)
  - Marsh Gods (сетевая публикация, Strange Horizons)
  - Needle and Thread (соавтор: Рэйчел Свирски, сетевая публикация)
  - The God of Au (Helix #8, вторично в антологии Рича Хортона The Year's Best Science Fiction & Fantasy, 2009)
  - The Nalendar
- 2009 — The Endangered Camp (Clockwork Phoenix #2, вторично в антологии Рича Хортона The Year's Best Science Fiction & Fantasy, 2010)
  - The Sad History of the Tearless Onion (микрорассказ)
- 2010 — Beloved of the Sun (Beneath Ceaseless Skies)
  - Maiden, Mother, Crone (соавтор: Рэйчел Свирски, Realms of Fantasy)
  - The Unknown God (Realms of Fantasy)
- 2011 — Footprints (микрорассказ)
- 2014 — Saving Bacon (сетевая публикация)
- 2015  Another Word for World
  - Sheep Among Easter Werewolves (сетевая публикация)
  - The Creation and Destruction of the World (сетевая публикация)

## Награды и номинации
«Слуги правосудия» (2013)
| - Премии - 2013 — «Небьюла» за лучший роман - 2013 — Премия Британской ассоциации научной фантастики за лучший роман - 2013 — Kitschies за лучший дебют - 2014 — «Хьюго» за лучший роман - 2014 — Премия Артура Кларка - 2014 — «Локус» за лучший дебютный роман - 2014 — Британская премия фэнтези для лучшего новичка (Премия Сиднея Джеймса Баундса) - 2016 — Приз Боба Моргана (Франция) за лучший переведённый роман - 2016 — «Сэйун» (Япония) за лучший переведённый роман | - Номинации - 2013 — Премия Джеймса Типтри-младшего - 2013 — Премия Филипа Киндреда Дика - 2014 — Премия Джона В. Кэмпбелла - 2014 — Премия Комптона Крука |

«Слуги меча» (2014)
| - Премии - 2014 — Премия Британской ассоциации научной фантастики за лучший роман - 2015 — «Локус» за лучший научно-фантастический роман | - Номинации - 2014 — «Небьюла» за лучший роман - 2015 — «Хьюго» за лучший роман |

«Слуги милосердия» (2015)
| - Премии - 2016 — «Локус» за лучший научно-фантастический роман | - Номинации - 2015 — «Небьюла» за лучший роман - 2016 — «Хьюго» за лучший роман - 2016 — «Премия Дракона» за лучший научно-фантастический роман |